# Schizonycha verrucosa
Schizonycha verrucosa är en skalbaggsart som beskrevs av Moser 1914. Schizonycha verrucosa ingår i släktet Schizonycha och familjen Melolonthidae. Inga underarter finns listade i Catalogue of Life.